# Dieu le Père bénissant parmi les anges (Raphaël)
Dieu le Père bénissant parmi les anges est une fresque du peintre de la Renaissance Raphaël. Elle ornait le cul de four qui couvrait l'abside de la chapelle de la villa pontificale de La Magliana, près de Rome.

## Histoire
Le pape Léon X confia,  vers 1514, la réalisation de la fresque pour cette chapelle, au peintre Raphaël.
Les fragments de cette fresque sont conservés au musée de Narbonne.

## Thème
Dans l'iconographie chrétienne, la représentation de  Dieu le Père bénissant parmi les anges complète en la surmontant, une autre œuvre peinte représentant un épisode de la vie du Christ, ou bien un autel, comme ici.

## Sources
- Œuvre citée dans un ouvrage du Musée du Louvre : La peinture à Sienne et en Italie du Nord du XIII au XVème siècle